# Ànec xerraire
L'ànec xerraire (Anas platyrhynchos domesticus) té el seu origen en l'ànec collverd (Anas platyrhynchos).

## Origen
Potser aquest ànec ja formava part del complex de la fauna domèstica introduïda a Europa pels primers colonitzadors neolítics, probablement ja domesticat al Creixent Fèrtil o Anatòlia en temps força remots. No es pot descartar, però, que aquesta espècie fos domesticada independentment en algun altre punt de la seua àrea, ateses les seues òptimes condicions per a la domesticació: talla mitjana, facilitat d'alimentació i d'engreix, prolificitat, gregarisme dels polls i fàcil troquelatge (reconeixen com a "mare" i segueixen contínuament el primer ésser animat que veuen després de sortir de l'ou), etc.
El primer lloc d'on es té constància de la seua domesticació és la Xina, de fa uns quants milers d'anys.